# Euphorbia finkii
Euphorbia finkii är en törelväxtart som först beskrevs av Pierre Edmond Boissier, och fick sitt nu gällande namn av Victor W. Steinmann. Euphorbia finkii ingår i släktet törlar, och familjen törelväxter. Inga underarter finns listade i Catalogue of Life.